# Астрономія інків

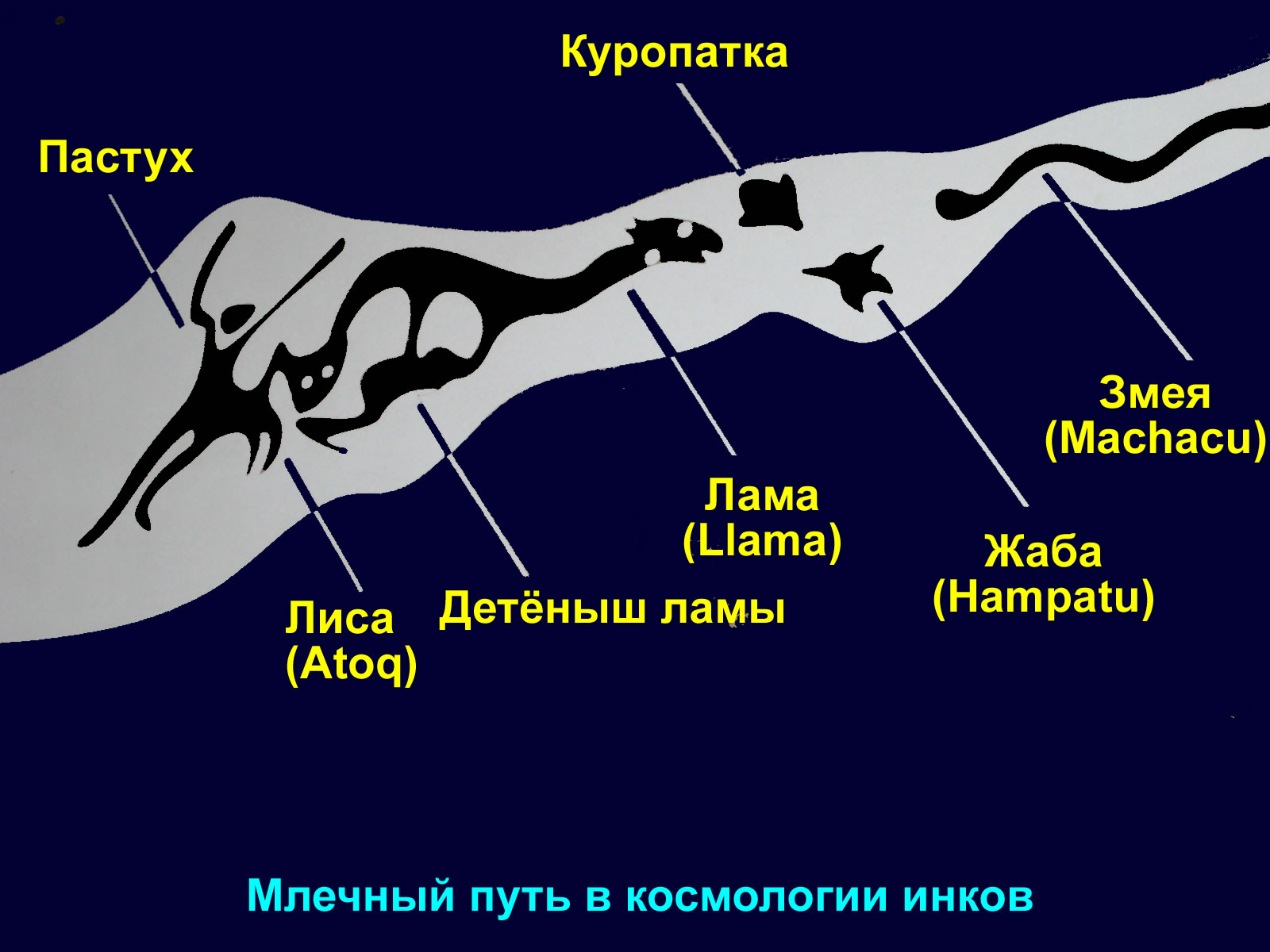
Чумацький шлях в уявлені інків

Астрономія інків — знання амауту (вчених) імперії Тауантінсую стосовно розташуванні зірок та сузір’їв, планет, комет, їх траєкторії, розташування по відношенню один до одного. Була пов'язана з релігійними обрядами та календарною системою інків.

## Об'єкт дослідження
Велике значення в імперії надавалося астрономії, багато в чому це було обумовлено тим, що головним богом імперії та іншими божествами були небесні тіла — Сонце, Місяць, Венера. Водночас інки продовжували традиції попередніх андських культур, що поклонялися зіркам — Наска, Уарі, Чиму.
Інки на відміну від жителів Чиму шанується не Місяць, а Сонце. Саме тому їх астрономічна наука в першу чергу приділяла увагу цьому небесному тілу. Для астрономів Тауантінсую особливий інтерес представляли сонцестояння і рівнодення.
Вели вони спостереження також за Місяцем, приділялася увага Венері (Ч'аска), відомі їм були деякі інші планети — Марс, Юпітер (Пирву), Меркурій і Сатурн (Хауча). Інкські назви планет дають підстави вважати, що астрономам інків були відомі Галілеєві супутники Юпітера і обумовлена атмосферою нечіткість країв диска Венери.
Інки знали відмінність між зірками (Quyllur) і планетами (Hatun quyllur). Інтерес астрономів викликала низка сузір'їв, особливо Плеяди, а також Водолій, Близнюки, Діва, Терези і Південний Хрест. Інки досліджували темні міжзоряні ділянки в Чумацькому шляху (Майю). Положення Майю у періоди, коли в результаті обертання Землі вісь Чумацького Шляху максимально відхиляється в той і в інший бік від лінії Північ-Південь, відзначають кордону, членовані світ на чотири сектора. На землі приблизно під тим же кутом перетинаються дві центральні вулиці селища (і продовжують їх дороги) і зрошувальні канали.

## Обладнання
Для спостереження за Сонцем, а також для точного визначення часу рівнодення і сонцестояння, астрономи інків в багатьох місцях імперії спорудили спеціальні «обсерваторії». Найбільший пункт спостереження за Сонцем знаходився в столиці держави — в Куско. Він складався з 8, але з спочатку з 12 або 16 стовпів, половина яких знаходилася на західній, половина — на східній околиці міста. Для спогляданням за Місяцем використовувалася обсерваторія Кільярмі («Місячний камінь»), що знаходилася на пагорбах над Куско.
Існував також вид примітивних обсерваторій, що звалися «інтіуатана», що означає «місце, де прикріплено (прив'язано) Сонце». Ці обсерваторії висікалися в скелях. Посередині кожної інтіуатана знаходився кам'яний стовпчик — «гномон», — по тіні якого, крім усього іншого, можна було встановити, «котра година». Опівдні цей стовпчик не відкидав тіні, в першій половині дня тінь убувала, у другій, навпаки, прибувала. Інтіуатани знаходилися в багатьох місцях держави інків. Проте вони поступалися у точності досліджень подібним обсерваторіям мая та ацтеків.
Інки користувалися наступними астрономічними інструментами: інтісайуана (досліджували рух зірок), інтікауана, альпапампачана (кути Міра) якукауана (вичислення затемнення) якуапана (андський рівень) і якутаріна (детектор води).